# الدوري الكرواتي الدرجة الثانية 2002–03
الدوري الكرواتي الدرجة الثانية 2002–03 (بالكرواتية: 2. HNL 2002./03.)‏ هو الموسم 12 من الدوري الكرواتي الدرجة الثانية ‏. أشرف على تنظيمه اتحاد كرواتيا لكرة القدم، وكان عدد الأندية المشاركة فيه 24، وفاز فيه NK Marsonia ‏.